# Soucirac
Soucirac é uma comuna francesa na região administrativa de Occitânia, no departamento de Lot. Estende-se por uma área de 11,31 km². Em 2010 a comuna tinha 103 habitantes (densidade: 9,1 hab./km²).